# Reinhold Palmqvist
Gunnar Reinhold Palmqvist, född 19 april 1885 i Stockholm, död 10 februari 1940 på Lidingö, var en svensk försäkringsman.
Reinhold Palmqvist var son till ingenjören Nils Niklasson Palmqvist. Efter mogenhetsexamen i Stockholm 1905 studerade han vid Stockholms högskola och blev filosofie kandidat 1908, filosofie licentiat 1910 och filosofie doktor i matematik 1915. Han var även amanuens i matematik vid högskolan 1909–1911. Palmqvist blev 1912 aktuarie i Lifförsäkringsaktiebolaget Kronan men övergick 1913 som amanuens till Riksförsäkringsanstalten och därifrån samma år till Försäkringsinspektionen, där han 1914 blev extra aktuarie och 1915–1917 var förste aktuarie. 1917 inträdde han som biträdande aktuarie i Lifförsäkringsaktiebolaget Thule, vars aktuarie han var från 1918 till sin död. Vid sidan av denna tjänst var Palmqvist huvudredaktör för Skandinavisk aktuarietidskrift och 1921–1934 sekreterare samt från 1935 vice ordförande i Svenska Aktuarieföreningen. Han gjorde sig särskilt känd som framstående försäkringstekniker, och anlitades som sådan som sakkunnig i lärarelönenämnden 1915–1918 samt som ledamot bland annat av lönekommittén för kvinnliga befattningshavare och av kommunikationsverkens lönekommitté. Palmqvist var generalsekreterare vid nionde internationella aktuariekongressen i Stockholm 1930 och blev styrelseledamot i Internationella aktuariekongressernas permanenta kommitté 1932. Han publicerade försäkringsmatematiska avhandlingar och artiklar bland annat i facktidskrifter och i Liv-Thules 50- och 60-årsskrifter.